# Ceratolejeunea belangeriana
Ceratolejeunea belangeriana là một loài Rêu trong họ Lejeuneaceae. Loài này được (Gottsche) Stephani mô tả khoa học đầu tiên năm 1913.